# Прокатный стан

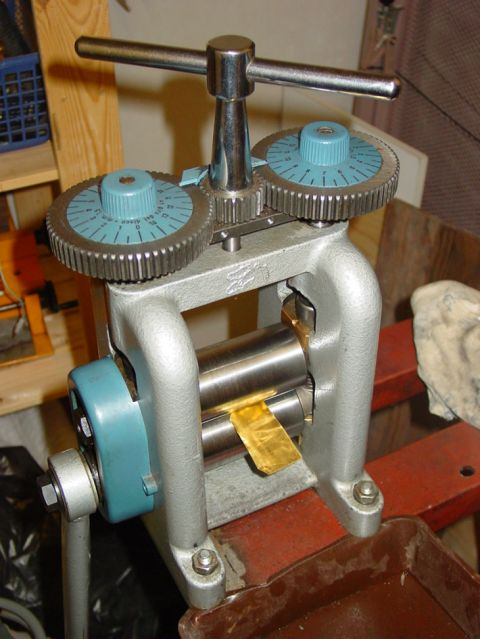
Маленький прокатный станок для ювелирных дел

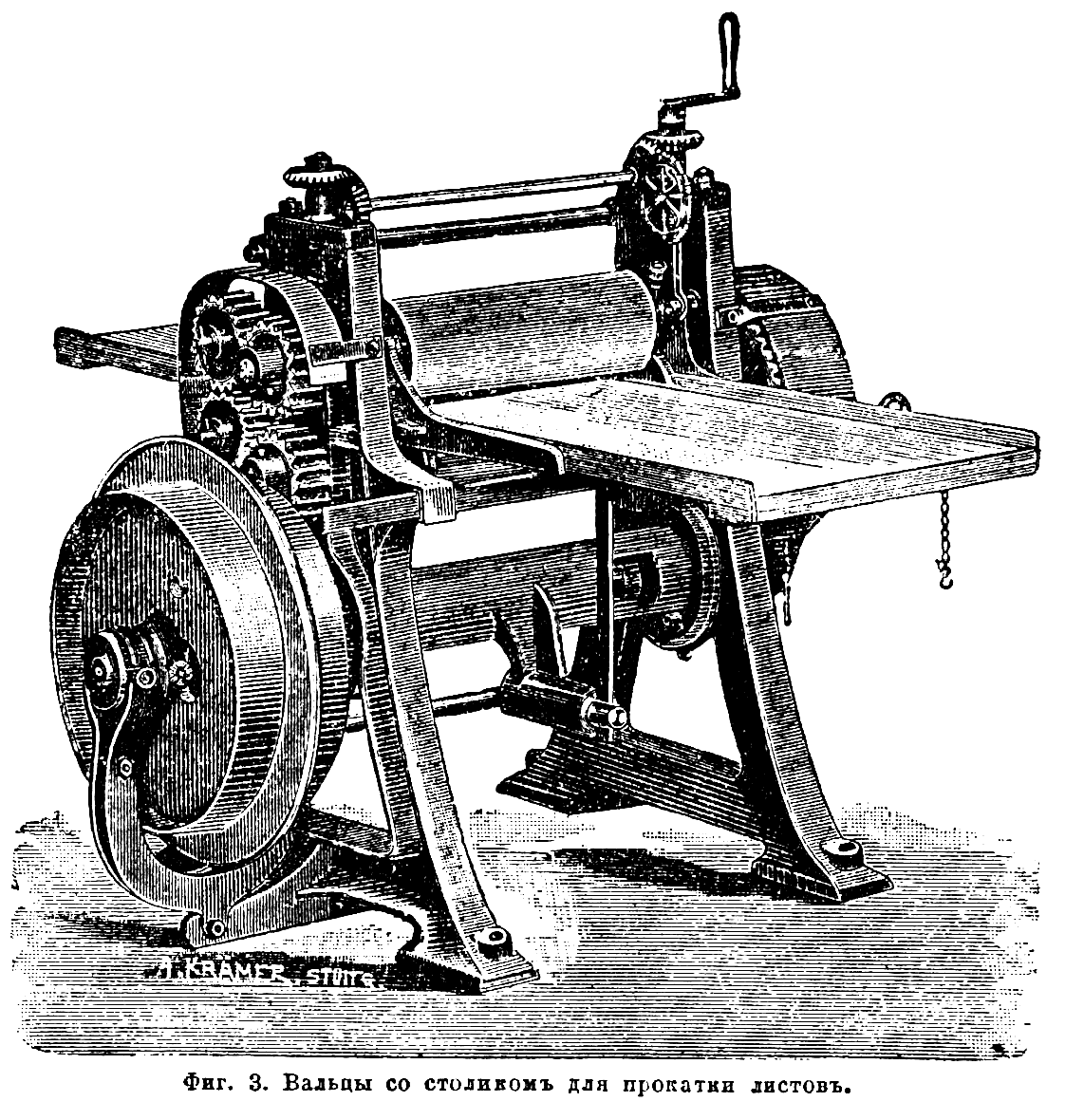
Вальцы со столиком для прокатки листов

Прока́тный стан — комплекс оборудования, в котором происходит пластическая деформация металла при сдавливании его между вращающимися валками. В результате металлическая заготовка меняет свою форму и внутреннюю структуру.

## История
С развитием железнодорожного транспорта значительно увеличилась потребность в прокатной продукции. Первые рельсы были чугунными, однако в начале XIX века в Англии перешли на производство стальных рельсов. В 1828 году появился первый прокатный стан для прокатки рельсов из пудлингового железа, а с 1857 года начали прокатывать рельсы из бессемеровской стали. Рельсы были главным продуктом прокатного производства. Помимо рельсов надо было производить различные детали паровозов, броня требовалась и для развития флота, в котором деревянные корабли заменялись металлическими бронированными. Первый броневой прокатный стан был сконструирован в 1859 году русским механиком В. С. Пятовым. До этого броневые листы получали, сковывая между собой более тонкие листы. Эти станы были примитивными: валки станков приводились во вращение от водяного колеса, а позднее — паровой машины. Перемещение горячего металла к стану и от него осуществлялось вручную, что делало труд прокатчиков физически тяжёлым.

### Первые станки
Считается, что первый прокатный стан (с деревянными валками) был сконструирован ещё Леонардо да Винчи. Первые прокатные станы появились в конце XVI века По своему устройству они были весьма просты и представляли собой деревянные станки с двумя железными валками. Верхний валок насаживался на четырёхгранную ось. На один конец этой оси надевалась большая крестовина. Между двумя валками вставляли одним концом нагретую до высокой температуры металлическую болванку, а затем начинали вращать крестовиной верхний валок. Болванка проходила между валками и сплющивалась. На таких станах прокатывали сначала свинцовые листы, идущие на изготовление органных труб, а затем стали прокатывать серебро и золото для чеканки монет.
Долгое время было распространено мнение, будто железо прокатывать нельзя. Нагретое железо быстро остывало от соприкосновения с валками при медленной работе. Остывшее же железо не поддавалось раскатке, его можно было только сгибать и резать. Первые прокатные станы для производства полосового железа и мелкого сорта были изготовлены в XVIII в. Они приводились во вращение от водяных колес.

### Дуо и Трио-станы

#### Дуо-станы
Прокатка в таких станках происходила следующим образом. Стальные слитки или болванки нагревались до высокой температуры в особых печах и затем подавались во вращающиеся валки. Теперь вращались уже оба валка: и верхний и нижний. Металл затягивался в щель силой трения, это достигалось вращением валков в разные стороны. Прокатать толстую болванку в тонкий лист в один раз не удавалось, поэтому прошедшую через валик полосу передавали обратно «вхолостую» через верхний валок, поджимали тем временем друг к другу валки и вновь пропускали полосу, но уж в более узкую щель. Повторяя эту операцию несколько раз, получали уже полосу необходимой толщины. Чтобы избежать необходимости прижимать верхний валок к нижнему, в некоторых прокатных станах на валках вытачивали борозды или ручьи (калибры). Слиток подавался сначала в больший калибр, затем в меньший и так далее, благодаря этому не надо было каждый раз регулировать расстояние между валками.

#### Трио-станы
Чтобы увеличить производительность прокатных станов, начали делать не два валка, а три. Такой стан назывался трёхвалковым или станом «трио». Теперь полосу не надо было передавать обратно «вхолостую». Её пропускали в обратную сторону между средним валком и третьим, верхним. Верхний валок вращается в ту же сторону, что и самый нижний, но в противоположную сторону по сравнению со средним валком. Для подачи металла между средним и верхним валком в прокатных цехах устанавливалось особое приспособление, называемое «подъемным столом». Подъемный стол представлял собой платформу, на которую попадала болванка, выходя между нижними и средним валками. Рабочий, управлявший подъемным столам, пускал воду или пар в цилиндры, на которых покоилась платформа. Воздух или пар двигали поршень в цилиндре и поднимали стол на уровень щели между средним и верхним валками.

### Блюминг
Основная часть блюминга — это две станины, в которые вложены два стальных вала. Верхний вал может приподниматься и опускаться. Прокатные валы блюминга приводятся во вращение электромотором. Слиток подъезжает на роликах к валам. Как только он коснется поверхности валов, они захватывают его в зев, сжимают, вытягивают, делают тоньше и выталкивают на другую сторону. Далее разъем между валами делается меньше. Затем двигатель, вращающий валы, делает «реверс», то есть начинает вращаться в обратную сторону. Слиток на роликах снова подкатывается к валам, но уже с другой стороны, валы снова захватывают его, снова сжимают, делают ещё тоньше и ещё длиннее. Чтобы избежать получения длинного листа вместо болванки, после нескольких пропусков, слиток при помощи особого, так называемого кантовального аппарата, поворачивается на 90°. Кантовальный аппарат имеет рычаги с крючками на концах. Этими крючками слиток, вышедший из валков, подхватывается сбоку, под нижнюю сторону. Рычаги поворачиваются, как на шарнире, и переворачивают своими крючками слиток на 90°(кантуют).

## Классификация и устройство прокатных станов

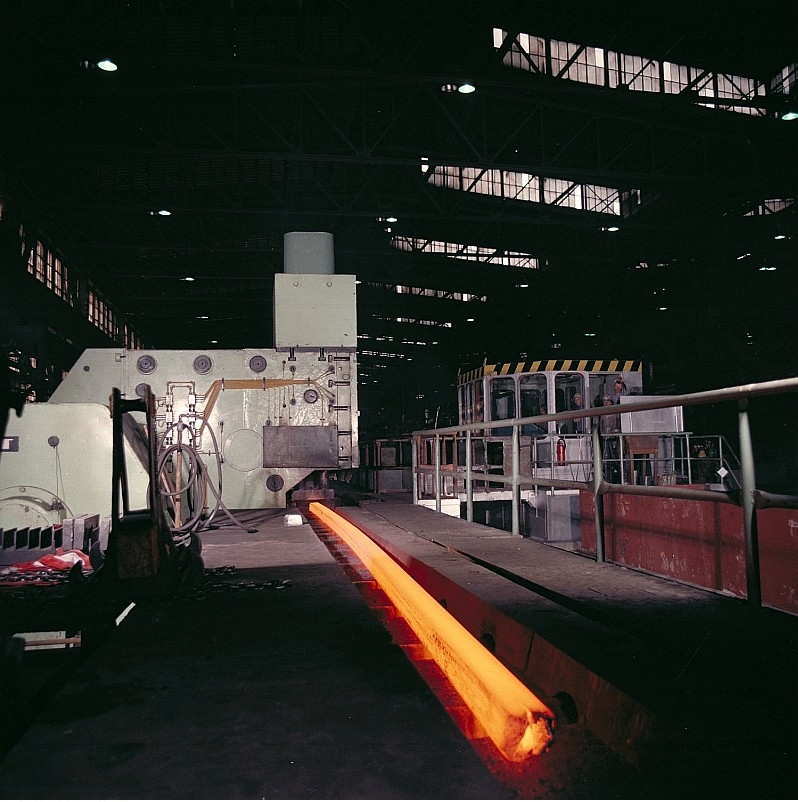
Прокатный стан в городе Фрайталь, ГДР, 1980 год

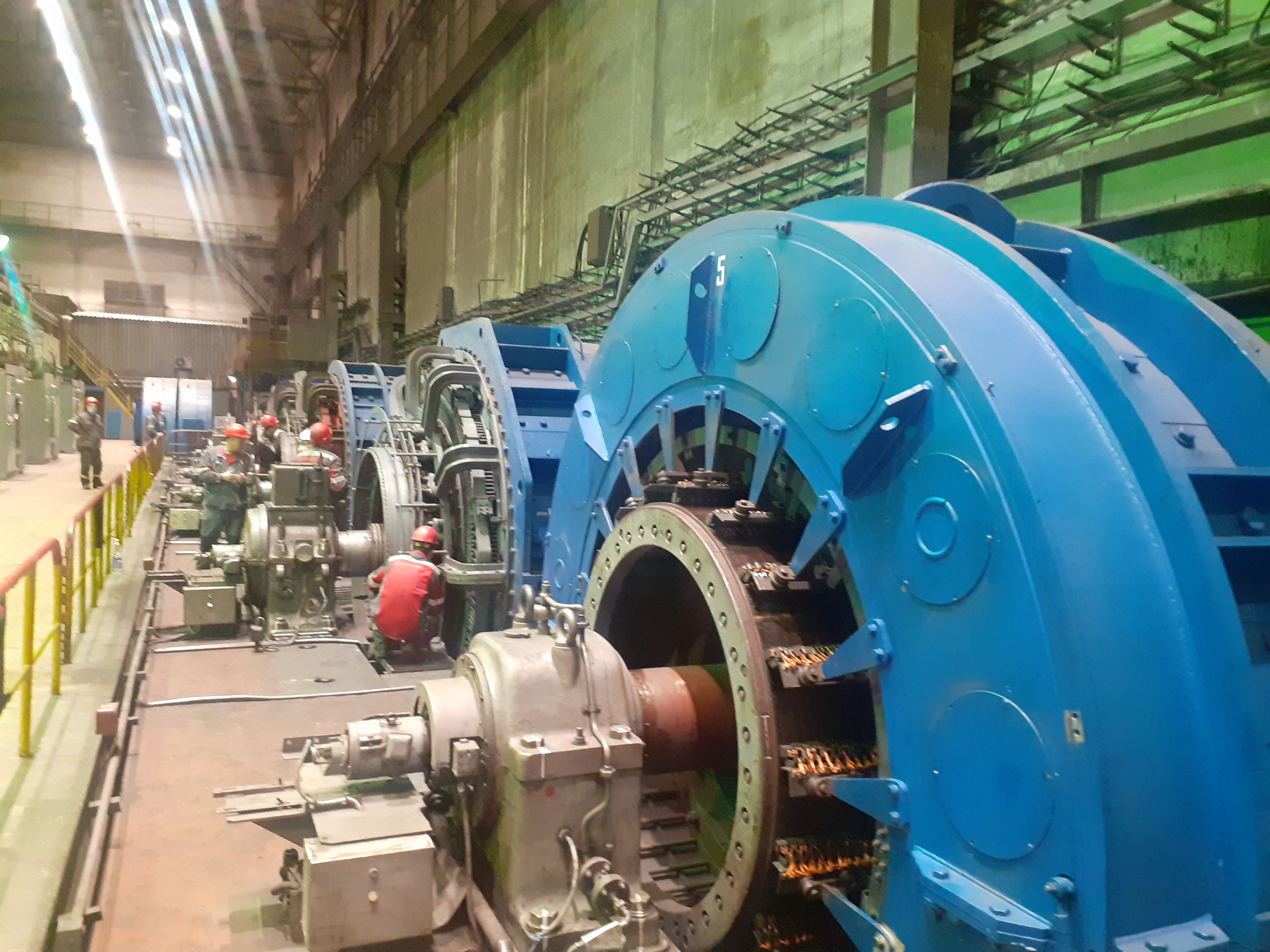
Электропривод клетей прокатного стана 1700 ММК им. Ильича

Главный признак, определяющий устройство — его назначение в зависимости от ассортимента продукции или выполняемого технологического процесса.
По сортаменту продукции станы разделяют на:
- заготовочные, в том числе станы для прокатки слябов и блюмов, — служат для прокатки слитков и производства полупродукта;
- листовые, полосовые и ленточные;
- сортовые, в том числе балочные, штрипсовые и проволочные;
- трубопрокатные, в том числе для производства бесшовных и сварных труб;
- деталепрокатные (бандажи, колёса, оси и т. д.).[4]

По технологическому процессу делят на следующие группы:
- литейно-прокатные (агрегаты),
- обжимные (для обжатия слитков), в том числе слябинги и блюминги,
- реверсивные одноклетевые,
- тандемы,
- многоклетевые,
- непрерывные,
- холодной прокатки.

По количеству валков:
- двухвалковые (дуо);
- трехвалковые (трио);
- четырёхвалковые (кварто);
- многовалковые;
- планетарные.